# 周布政之助
周布 政之助（すふ まさのすけ）は、幕末の長州藩藩士、家老相当の幹部、一時期長州藩の実質指導者。下級藩士だった吉田松陰、桂小五郎、高杉晋作、伊藤博文、大村益次郎らを抜擢し、明治維新の基礎人事を起こした。政之助は通称で、諱は兼翼（かねすけ）。変名に麻田公輔、松岡敬助などがある。

## 略歴
周布氏は益田氏の支流にあたり、近世以降は代々長州藩毛利家に仕えた家柄である。
政之助（兼翼）もこの一族の出身者であり、文政6年（1823年）、長州藩士（大組219石）・周布吉左衛門兼正と村田伝左衛門信嘉の娘竹の五男として生まれる。父と長兄が相次いで没したことによる末期養子であったため、家禄を68石に減ぜられ、わずか生後6ヵ月で家督を相続した。
来原良蔵や松島剛蔵らと嚶鳴社を結成して政治を論じたが、弾圧されることなく、弘化4年（1847年）に祐筆・椋梨藤太の添役として抜擢された。文久2年（1862年）ごろに藩論の主流となった長井雅楽の航海遠略策に藩の経済政策の責任者として同意したが久坂玄瑞ら松下村塾の藩士らに説得され藩論統一のために攘夷を唱えた。
元治元年（1864年）、高杉晋作とともに長州藩士の暴発を抑えようとしたが失敗、その結果起こった禁門の変や第一次長州征伐に際しても事態の収拾に奔走したが、次第に椋梨ら反対派に実権を奪われることとなった。同年9月、責任を取らされて山口矢原（現・山口市幸町）の庄屋吉富藤兵衛邸にて切腹した。享年42。存命していれば、明治政府の首班になっていたと推測される。

## 備考
- 酒癖が悪く、多くの舌禍事件を起こしてたびたび逼塞処分を受けた。文久2年（1862年）における梅屋敷事件については『維新土佐勤王史』、『豊範公記』、『忠正公勤王事績』、『山内容堂傅 鯨海酔候』に記述があり、その引用もまた多岐にわたるが、大筋では生麦事件に刺激を受けた高杉晋作が仲間とともに外国人へのテロを計画、これを知った山内容堂が長州藩の世子である毛利定広（後の元徳）に伝え中止させられた。この一件に対し腹意があり、梅屋敷と呼ばれた長州藩邸を土佐藩主の使者（林亀吉、諏訪助左衛門）および隠居の使者（山地元治、小笠原唯八）として訪問した土佐藩士たちに対し、容堂を揶揄する無礼な発言をして騒動になり山地は刀を抜きかけたが、一旦は復命のために帰った。土佐藩士たちは翌日、周布の屋敷を訪問。周布は不在であった。定広は自らが容堂へ謝罪をするので待つようにとなだめたうえで、土佐藩邸において容堂に謝罪をして決着をみた。この梅屋敷事件により謹慎となった。その際、「麻田公輔」と改名している。また、高杉晋作が脱藩の罪で投獄されたときにも、酒に酔って馬で野山獄に抜刀して乱入したともいわれる。
- 明治期、政之助の偉業を知る有志の手により、切腹の地の近隣に顕彰碑が建立された。のちに顕彰碑の周囲は周布公園として整備され、さらに一帯の地名は山口市周布町となっている。

## 親族
- 周布藤吾 - 長男、第二次長州征伐で戦死
- 周布公平 - 次男
- 周布兼道 - 孫 （公平の長男）
- 杉孫七郎 - 甥

## 関連作品
- 竜馬がゆく(NHK大河ドラマ)-演：渥美国泰 （NHK大河ドラマ、1968年）
- 天皇の世紀 (テレビドラマ) - 演：高津住男 （ABCテレビ・国際放映、1971年）
- 花神 - 演：田村高廣 （NHK大河ドラマ、1977年）
- 奇兵隊 - 演：津川雅彦 （日本テレビ年末時代劇スペシャル、1989年）
- 炎の如く　吉田松陰 - 演：山口崇 （日本テレビ時代劇スペシャル、1991年）
- 長州ファイブ - 演：矢島健一 （リベロ、2006年）
- 花燃ゆ - 演：石丸幹二 （NHK大河ドラマ、2015年）